# Bursaridiidae
Famille
Les Bursaridiidae sont une famille de Ciliés de la classe des Colpodea et de l’ordre des Bursariomorphida.

## Étymologie
Le nom de la famille vient du genre type Bursaridium, dérivé du grec ancien βυρσα / byrsa, « peau apprêtée ; outre ; bourse », en raison de l'aspect de l'organisme « en forme de poche » selon R. Lauterborn.

## Description
Robert Lauterborn décrit ainsi le genre Bursaridium qu'il découvrit dans un étang de Rhénanie : 

« Le corps très hyalin est en forme de poche, tronqué en avant. Le champ de péristome est très beau, en forme d'entonnoir enfoncé derrière le milieu du corps, dans la partie postérieure couchée à droite. Ectoplasme très épais, fortement strié radialement. Noyau ellipsoïdal, légèrement en retrait. L'entoplasme était généralement rempli de corps alimentaires grossiers (ici principalement Peridinium bipes Stein).
Taille environ 0,250 mm.
Lieu de recherche : dans les eaux libres de plusieurs étangs près de Ludwigshafen et Maudach, sporadiquement en hiver. »

Wilhelm Foissner décrit ainsi cette famille : 

« Taille petite à grande avec une zone adorale de membranelles courbe ou sigmoide, dont l'extrémité postérieure est recourbée à droite et sur la partie ventrale de la cellule. L'ouverture buccale est entourée par des cinéties obliques, densément ciliées [...] qui forment un ruban circulaire, en continuité avec les cinéties somatiques. Genre type : Bursaridium Lauterborn, 1894.

Genre Bursaridium Lauterborn, 1894 (fig. 801). Taille moyenne avec une incision ventrale distincte et une zone adorale de membranelles recourbée vers la droite. Forme libre. Espèce type : Bursaridium schewiakowii Lauterborn, 1894.

Genre Paracondylostoma Foissner, 1980. Plutôt petit, avec une ouverture orale échancrée de manière peu visible et une zone adorale de membranelles légèrement sigmoide, s'étendant verticalement jusqu'au milieu de la cellule. Vit dans une loge muqueuse. Espèce type : Paracondylostoma setigerum Foissner, 1980. »

## Habitat
La plupart des Colpodes vivent dans les sols ou en biotopes semi-terrestres (mousses, flaques d'eau, infusions d'herbes). Bursaridium  fait partie des rares Colpodes qui ont été trouvés dans de vrais milieux limniques tels que les eaux courantes et les lacs.

## Liste des genres
Selon GBIF (2 novembre 2022) :
- Bursaridium Lauterborn, 1894
  - Espèce type Bursaridium Schewiakowii Lauterborn, 1894[note 2]
- Paracondylostoma Foissner, 1980

## Systématique
Le nom valide de ce taxon est Bursaridiidae Foissner, 1993.

## Publication originale
- (de) Lauterborn, R ., 1894. Ueber die Winterfauna einiger Gewasser der Oberrheinebene. Mit Beschreibungen neuer Protozoan (À propos de la faune hivernale de certaines eaux de la plaine du Rhin supérieur. Avec des descriptions de nouveaux protozoaires). Biol. Zbl.  (ISSN 0006-3304) 14: 390-398 : lire en ligne.